# Caltrain
| Elektrischer Triebzug des Typs Stadler KISS im Bahnhof Millbrae während der Einführung des elektrischen Verkehrs im August 2024 |                      |                                        |                                        |
| Spurweite: | 1435 mm (Normalspur) |                                        |                                        |
| |                      |                                        |                                        |
| \| \| 0,0 \| (Salesforce Transit Center) \| (Salesforce Transit Center) \| \| \| \| →Tarifzone 1 \| \| \| \| 0,3 \| San Francisco → muni \| San Francisco → muni \| \| \| \| \| \| \| \| 3,1 \| 22nd Street \| 22nd Street \| \| \| \| (Oakdale) \| \| \| \| \| \| \| \| \| 6,6 \| Paul Avenue \| Paul Avenue \| \| \| \| → muni \| \| \| \| \| \| \| \| \| 8,4 \| Bayshore \| Bayshore \| \| \| 13,8 \| Butler Road \| Butler Road \| \| \| 15,0 \| South San Francisco \| South San Francisco \| \| \| 18,7 \| San Bruno \| San Bruno \| \| \| \| → Tarifzone 2 \| \| \| \| 22,0 \| Millbrae → bart \| Millbrae → bart \| \| \| 24,5 \| Broadway \| Broadway \| \| \| 26,2 \| Burlingame \| Burlingame \| \| \| 28,8 \| San Mateo \| San Mateo \| \| \| 30,7 \| Hayward Park \| Hayward Park \| \| \| 32,2 \| Bay Meadows \| Bay Meadows \| \| \| 32,7 \| Hillsdale \| Hillsdale \| \| \| 35,2 \| Belmont \| Belmont \| \| \| 37,3 \| San Carlos \| San Carlos \| \| \| 40,9 \| Redwood City \| Redwood City \| \| \| \| → Tarifzone 3 \| \| \| \| \| (ehemals geplante Dumbarton Extension) \| \| \| \| \| (Menlo Park/East Palo Alto) \| \| \| \| \| (Newark) \| \| \| \| \| (Fremont-Centerville) \| \| \| \| \| (Union City) \| \| \| \| 44,7 \| Atherton \| Atherton \| \| \| 46,5 \| Menlo Park \| Menlo Park \| \| \| 48,4 \| Palo Alto \| Palo Alto \| \| \| 49,6 \| Stanford \| Stanford \| \| \| 51,2 \| California Avenue \| California Avenue \| \| \| 54,9 \| San Antonio \| San Antonio \| \| \| 56,2 \| Castro \| Castro \| \| \| 58,1 \| Mountain View \| Mountain View \| \| \| 62,4 \| Sunnyvale \| Sunnyvale \| \| \| \| → Tarifzone 4 \| \| \| \| 65,7 \| Lawrence \| Lawrence \| \| \| 71,3 \| Santa Clara → amtrak / ace \| Santa Clara → amtrak / ace \| \| \| 73,5 \| College Park \| → Bellarmine \| \| \| \| VTA Light Rail \| \| \| \| 75,5 \| San Jose Dridion → amtrak / ace \| San Jose Dridion → amtrak / ace \| \| \| \| VTA Light Rail \| \| \| \| 79,0 \| San Jose Tamien \| San Jose Tamien \| \| \| \| → Tarifzone 5 \| \| \| \| 84,3 \| Capitol \| Capitol \| \| \| \| →eingleisiger Abschnitt \| \| \| \| 89,6 \| Blossom Hill \| Blossom Hill \| \| \| \| → Tarifzone 6 \| \| \| \| 108,6 \| Morgan Hill \| Morgan Hill \| \| \| 114,6 \| San Martin \| San Martin \| \| \| 124,6 \| Gilroy \| Gilroy \| |                      |                                        |                                        |
| Kopfbahnhof Streckenanfang (Strecke außer Betrieb) (im Tunnel) · ehemaliger U-Bahn-Bahnhof (im Tunnel) | 0,0                  | (Salesforce Transit Center)            | (Salesforce Transit Center)            |
| Grenze (Strecke außer Betrieb) (im Tunnel) · U-Bahn-Strecke |                      | →Tarifzone 1                           | →Tarifzone 1                           |
| Kopfbahnhof Strecke bis hier außer Betrieb · U-Bahn-Bahnhof | 0,3                  | San Francisco → muni                   | San Francisco → muni                   |
| Tunnel · U-Bahn-Strecke nach halblinks |                      |                                        |                                        |
| Bahnhof | 3,1                  | 22nd Street                            | 22nd Street                            |
| ehemaliger Bahnhof |                      | (Oakdale)                              | (Oakdale)                              |
| Tunnelanfang |                      |                                        |                                        |
| ehemaliger Bahnhof | 6,6                  | Paul Avenue                            | Paul Avenue                            |
| Kreuzung mit oberirdischer Strecke (im Tunnel) |                      | → muni                                 | → muni                                 |
| Tunnelende |                      |                                        |                                        |
| Bahnhof | 8,4                  | Bayshore                               | Bayshore                               |
| ehemaliger Bahnhof | 13,8                 | Butler Road                            | Butler Road                            |
| Bahnhof | 15,0                 | South San Francisco                    | South San Francisco                    |
| Bahnhof | 18,7                 | San Bruno                              | San Bruno                              |
| Grenze · U-Bahn-Strecke von halblinks (im Tunnel) |                      | → Tarifzone 2                          | → Tarifzone 2                          |
| Bahnhof · U-Bahn-Kopfbahnhof Streckenende | 22,0                 | Millbrae → bart                        | Millbrae → bart                        |
| Bahnhof | 24,5                 | Broadway                               | Broadway                               |
| Bahnhof | 26,2                 | Burlingame                             | Burlingame                             |
| Bahnhof | 28,8                 | San Mateo                              | San Mateo                              |
| Bahnhof | 30,7                 | Hayward Park                           | Hayward Park                           |
| ehemaliger Bahnhof | 32,2                 | Bay Meadows                            | Bay Meadows                            |
| Bahnhof | 32,7                 | Hillsdale                              | Hillsdale                              |
| Bahnhof | 35,2                 | Belmont                                | Belmont                                |
| Bahnhof | 37,3                 | San Carlos                             | San Carlos                             |
| Bahnhof | 40,9                 | Redwood City                           | Redwood City                           |
| Grenze |                      | → Tarifzone 3                          | → Tarifzone 3                          |
| Abzweig geradeaus, ehemals nach links und ehemals von links · Strecke von rechts (außer Betrieb) |                      | (ehemals geplante Dumbarton Extension) | (ehemals geplante Dumbarton Extension) |
| Strecke · Bahnhof (Strecke außer Betrieb) |                      | (Menlo Park/East Palo Alto)            | (Menlo Park/East Palo Alto)            |
| Strecke · Bahnhof (Strecke außer Betrieb) |                      | (Newark)                               | (Newark)                               |
| Strecke · Haltepunkt / Haltestelle (Strecke außer Betrieb) |                      | (Fremont-Centerville)                  | (Fremont-Centerville)                  |
| Strecke · Haltepunkt / Haltestelle Streckenende (Strecke außer Betrieb) |                      | (Union City)                           | (Union City)                           |
| Bahnhof | 44,7                 | Atherton                               | Atherton                               |
| Bahnhof | 46,5                 | Menlo Park                             | Menlo Park                             |
| Bahnhof | 48,4                 | Palo Alto                              | Palo Alto                              |
| Bahnhof | 49,6                 | Stanford                               | Stanford                               |
| Bahnhof | 51,2                 | California Avenue                      | California Avenue                      |
| Bahnhof | 54,9                 | San Antonio                            | San Antonio                            |
| ehemaliger Bahnhof | 56,2                 | Castro                                 | Castro                                 |
| Bahnhof · U-Bahn-Kopfbahnhof Streckenanfang | 58,1                 | Mountain View                          | Mountain View                          |
| Bahnhof · U-Bahn-Strecke nach halblinks | 62,4                 | Sunnyvale                              | Sunnyvale                              |
| Grenze |                      | → Tarifzone 4                          | → Tarifzone 4                          |
| Bahnhof · Strecke von halblinks | 65,7                 | Lawrence                               | Lawrence                               |
| Bahnhof · Bahnhof | 71,3                 | Santa Clara → amtrak / ace             | Santa Clara → amtrak / ace             |
| Bahnhof · Strecke | 73,5                 | College Park                           | → Bellarmine                           |
| U-Bahn-Strecke von links · Kreuzung mit U-Bahn mit Tunnelstrecke · Kreuzung mit U-Bahn mit Tunnelstrecke |                      | VTA Light Rail                         | VTA Light Rail                         |
| U-Bahn-Bahnhof · Bahnhof · Bahnhof | 75,5                 | San Jose Dridion → amtrak / ace        | San Jose Dridion → amtrak / ace        |
| U-Bahn-Strecke von links · Kreuzung mit U-Bahn geradeaus oben · Kreuzung mit U-Bahn geradeaus oben |                      | VTA Light Rail                         | VTA Light Rail                         |
| U-Bahn-Bahnhof · Bahnhof · Strecke | 79,0                 | San Jose Tamien                        | San Jose Tamien                        |
| Grenze · Strecke nach halblinks |                      | → Tarifzone 5                          | → Tarifzone 5                          |
| Bahnhof | 84,3                 | Capitol                                | Capitol                                |
| Strecke nach halblinks |                      | →eingleisiger Abschnitt                | →eingleisiger Abschnitt                |
| Bahnhof | 89,6                 | Blossom Hill                           | Blossom Hill                           |
| Grenze |                      | → Tarifzone 6                          | → Tarifzone 6                          |
| Bahnhof | 108,6                | Morgan Hill                            | Morgan Hill                            |
| Bahnhof | 114,6                | San Martin                             | San Martin                             |
| Kopfbahnhof Streckenende | 124,6                | Gilroy                                 | Gilroy                                 |

Caltrain ist eine Regionalzugverbindung in der kalifornischen Bay Area. Die Züge verkehren zwischen San Francisco und San José, teilweise auch weiter nach Gilroy. Die Strecke wird allgemein ungefähr halbstündlich bedient, werktags verkehren bis zu 96 Züge täglich. Damit werden jährlich bis zu 12 Millionen Passagiere befördert. Auf der Halbinsel San Francisco verläuft die Caltrain-Strecke teilweise parallel zum Bay Area Rapid Transit.
Von 2017 bis 2024 wurde die Strecke im Rahmen des CalMod-Projekt von San Francisco bis nach Tamien (San José) durchgehend mit einem Oberleitungssystem von 25 kV, 60 Hz elektrifiziert.

## Geschichte
Die erste Strecke wurde 1851 von der San Francisco and San José Railroad eröffnet und führte von San Francisco durch das heutige Silicon Valley nach San José. Im Jahre 1864 wurde hier einer der ersten Nahverkehrszüge (Commuter trains) in den USA eingeführt.
1870 wurde die Strecke von Southern Pacific aufgekauft. 1904 wurde der nördliche Abschnitt zweigleisig ausgebaut, teils an den Bayshore Boulevard verlegt und mit Tunneln ausgebaut. Somit entstand der auch Bayshore Cutoff genannte Streckenabschnitt.
Nach 1945 gingen die Fahrgastzahlen durch die steigende Individualautomobilnutzung rapide zurück, bis der Betreiber dann 1977 erklärte den verlustreichen Bahnbetrieb einstellen zu wollen.
Das staatliche Caltrans (California Department of Transportation) übernahm daraufhin 1980 die Bahnlinie, beauftragte Southern Pacific mit dem Betrieb, bis 1985 neue Fahrzeuge angeschafft wurden. Die Bahnhöfe wurden durchgehend erneuert und zahlreiche Zubringerbusse eingerichtet. In diese Zeit fällt auch die Schaffung des Namens CalTrain.
Nach einer Verkehrsstudie über die Zukunft des Systems wurde 1987 das Peninsula Corridor Joint Powers Board (PCJPB) gegründet, das 1991 die zweigleisige Strecke von San Francisco bis San Jose von der Southern Pacific abkaufte. Mit dem Betrieb wurde anschließend die halbstaatliche Fernverkehrsgesellschaft Amtrak beauftragt.
1992 verlängerte die PCJPB die Strecke über San Jose hinaus bis nach Gilroy, auch wenn dieser Abschnitt im Wesentlichen nur werktags befahren wird. An der Tamien Station in San Jose gibt es dabei auch einen einfacheren Übergang zur VTA Light Rail.
1995 wurde begonnen, die Bahnhöfe und Fahrzeuge barrierefrei auszubauen. Wenig später wurden auch mehr Fahrradstellplätze in den Zügen eingerichtet, um dem Bedarf der Pendler in San Francisco und Palo Alto zu entsprechen.
1997 wurde das bis heute verwendete runde Logo eingeführt und der Name in das vereinfachte Caltrain geändert.
1998 wurde der Endpunkt 4th & King Street über eine Erweiterung der Muni-Straßenbahn angebunden, die einen direkten Weg in die Innenstadt von San Francisco bietet.
1999 wurde die VTA Light Rail an die Caltrain-Station Mountain View verlängert und bietet dort eine Umstiegsmöglichkeit in die Züge in Richtung Silicon Valley.
2003 wurde die BART-Strecke bis nach Milbrae verlängert und bietet dort somit eine Umstiegsmöglichkeit in die BART-Strecken sowohl zum Flughafen San Francisco International Airport als auch in die Innenstadt.
Von 2004 bis 2005 wurde die Strecke im Rahmen des Projekts Caltrain Express ausgebaut, um zusätzliche schnelle Expresszüge einführen zu können. Der Hauptbestandteil des bis dato größten Caltrain-Projekts war der etwa drei Kilometer lange Ausbau auf vier Gleise in Brisbane und Sunnyvale, sodass die Expresszüge dort die langsamen Locals fliegend überholen können. Zudem wurden mehr Weichen eingebaut und die Signaltechnik durch Einführung von Centralized Traffic Control verbessert. Die neu eingeführten  Baby Bullet-Expresszüge nur an sieben bis elf Stationen, wobei die langsameren Züge in Bayshore und Lawrance überholt werden. Die Fahrzeit zwischen San Francisco und San José sank auf unter einer Stunde statt anderthalb Stunden. Für Pendler kleinerer Orte, wo die Baby Bullets nicht halten, kam es allerdings zu Reisezeitverlängerungen. Daher verkehren seit 2005 einige Zugpaare als Pattern B mit mehr Halten als die Baby Bullets.
2008 erreichte der Caltrain seinen Höchststand von werktäglich 98 Zügen, die in der Folge der Finanzkrise wieder zurückgestellt wurden. 2010 wurde beschlossen, rund die Hälfte des Zugverkehrs in der Mittagszeit einzustellen, sodass zeitweise nur noch 86 Züge fuhren. Durch mehrere Erhöhungen der Fahrpreise wurde die Budgetkrise im Verlauf des Jahres 2011 überwunden.
Im September 2011 gewann TransitAmerica Services (TASI), eine Tochterfirma von Herzog Transit Services, eine Ausschreibung und übernahm in der Folge von Amtrak den Betrieb und Unterhalt der Strecke. Der aktuelle Vertrag läuft bis zum 30. Juni 2027.
Heute zählt der Caltrain zu den wichtigsten Nahverkehrsmitteln rund um die Bucht von San Francisco. Für die Berufspendler verkehren morgens 4–6 Zugpaare pro Stunde, großteils als Expresslinien (Limited-Service oder Baby-Bullet). In den Nebenzeiten verkehrt ein stündlicher Zug, der an allen Stationen hält.
In San José gibt es eine Umsteigemöglichkeit zum Capitol Service der Amtrak-Staatseisenbahn und zum Altamont Corridor Express nach Stockton. An der Station San José Diridon kann auch zur VTA-Stadtbahn gewechselt werden, ebenso wie an den Stationen Mountain View und (werktags) Tamien.
Mit der Einführung des elektrischen Betriebes 2024 wurde der Takt der Local Trains ganztägig auf jede halbe Stunde erhöht, auch am Wochenende. Die "4xx Limited" und "5xx Express" (siehe Nummernschema) fahren werktags morgens 6 bis 9 und abends 15 bis 19 Uhr abwechselnd etwa in der Mitte des Halbstundentaktes. Der jeweilige Limited fährt exakt 15 min nach dem Local an einem Endpunkt ab (San Francisco oder San Jose Diridon), und kommt durch die verringerten Halte 7 min nach dem vorausfahrenden Local am anderen Endpunkt an. Der Express kommt mit Abfahrt +23 am anderen Endpunkt +6 zum vorausfahrenden Local an; der Viertelstundenabstand wird in Redwood City erreicht. Die Local bedienen über San Jose Diridon hinaus die nächste Station Tamien im Stundentakt. Die Verbindungen auf der nichtelektrifizierten Strecke von Gilroy sind so getaktet, dass sie einen direkten Übergang zum Express oder Limited am gleichen Bahnsteig in San Jose Diridon haben.

### CalMod-Programm
Wegen der hohen Zugfrequenz wurde die Strecke von 2017 bis 2024 elektrifiziert. Über die elektrifizierte Strecke können ab 2029 (ursprünglich 2026) auch die Züge von den California High-Speed Rail Neubaustrecken aus Fresno kommend über Gilroy und San Jose bis nach San Francisco durchfahren.
Die Elektrifizierung im „Peninsula Corridor Electification Project“ wurde 2015 beschlossen. Sie umfasst den Abschnitt von San Francisco bis zwei Meilen (drei Kilometer) hinter Tamien, der im Besitz der staatlichen Gesellschaft ist (die restliche Strecke bis Gilroy gehört Union Pacific Railroad). Anschließend sollten etwa 90 % des Verkehrs ab 2024 mit elektrischen Triebzügen bedient werden, die restlichen dieselelektrischen Züge werden am Ende ihrer Betriebslebensdauer ersetzt. Weil die elektrischen Züge stärker beschleunigen können, könnten zusätzliche Halte eingerichtet werden ohne die Fahrzeiten zu verlängern.
Im Juli 2016 wurde die Finanzierung der Elektrifizierung genehmigt und bei Stadler Rail elektrische KISS-Doppelstockzüge bestellt.
Die schon vorher beschlossene und gesetzlich bis 2020 umzusetzende Ausrüstung des Korridors mit einer neuen Zugbeeinflussung namens Positive Train Control (PTC) sollte zusammen mit den beschleunigungsstarken Triebzügen eine Erhöhung der Kapazität bewirken – in den vorangegangenen Jahren hatten sich die Fahrgastzahlen mehr als verdoppelt. Die Kosten der Elektrifizierung mitsamt Zugbeeinflussung bewirkten einen Umfang von 2 Milliarden US-Dollar für diesen Teil des „CalMod“-Modernisierungsprogrammes.
Der erste Spatenstich für die Elektrifizierung erfolgte Ende Juni 2017 an der Milbrae Station in der Mitte des Korridors.
Seit dem 11. August 2024 werden die Elektrotriebzüge planmäßig eingesetzt. Die Aufnahme des vollständigen elektrischen Betriebs zwischen San Francisco und San José erfolgte am 21. September 2024. Die Reisezeiten verkürzten sich für den Local Train (gewöhnlicher Regionalzug) von San Francisco bis San Jose von 100 auf 77 Minuten. Der Expresszug wurde, mit gegenüber dem vorherigen Betriebsschema zusätzlichen Halten, um mindestens 7 Minuten schneller mit dann 59 Minuten.
In den ersten Monaten nach Einführung des elektrischen Betriebs brauchte Caltrain an Werktagen durchschnittlich 207 MWh Energie, an Wochenendtagen 175 MWh. Regeneratives Bremsen speiste 23 % der Antriebsenergie ins Netz zurück. Caltrains rechnete im ersten Jahr mit Stromkosten von 16,5 Millionen Dollar, was zusammen mit Erlösen im Umfang von 6 Millionen Dollar aus Emissionsrechtehandel geringere Energiekosten als beim vorherigen Dieselbetrieb bedeutete.

## Zukunft

### Verlängerung zum Salesforce Transit Center
Das alte Transbay Terminal wurde 1989 bei einem Erdbeben beschädigt. Es diente damals hinter der Bay Bridge als Umsteigepunkt in die Straßenbahnen und Buslinien in San Francisco. Diese Funktion übernimmt derzeit das Salesforce Transit Center, das einen Block zum früheren Terminal versetzt zwischen 2010 und 2018 errichtet wurde. Es wird seither als Busterminal genutzt; für eine Bahnanbindung des neuen Terminals über die bisherige Caltrain-Endstation 4th Street & King hinaus wurde zwar eine Streckenfestlegung getroffen, bis Sommer 2021 jedoch keine Finanzierungszusage erreicht.
Vom heutigen Endhaltepunkt 4th Street & King würde die Strecke im großen Bogen abbiegen und das Terminal an der 2nd Street / Mission Street erreichen. Es liegt nur einen Block südlich der Market Street, dem Geschäftszentrum von San Francisco. Viele Einrichtungen, darunter auch das Job Center, wären dann vom Caltrain aus fußläufig erreichbar.
Die DTX-Erweiterung (Downtown Rail Extension, mittlerweile in Portal umbenannt) wurde 1999 in Proposition H per Wählervotum beauftragt, dann jedoch ohne Zeitpunkt von den Behörden immer wieder verschoben. Statt eines Tunnels, der am heutigen Bahnhof abbiegt, wurde von den Behörden zeitweise auch eine alternative Route durch den Stadtteil Mission Bay erwogen, also letztlich ein geradeliniegerer Anschluss.

### Erweiterung Monterey
Angedacht ist die Erweiterung der Linie über Gilroy hinaus zur Erschließung des Monterey County. Über Stationen in Pajaro und Castroville wird dann Salinas erreicht, wo es bereits einen Amtrak-Bahnhof gibt, die vom Coast Starlight bedient wird. Es gibt allerdings noch andere Optionen zur Anbindung von Salinas, etwa der Del Monte Express oder eine Erweiterung des Capitol Corridor.

## Ehemalige Pläne

### Dumbarton Extension
Die Dumbarton-Brücke ist die südlichste der Brücken über die Bucht von San Francisco. Neben der Straßenbrücke verlief dort auch eine Eisenbahnbrücke, die von Southern Pacific bis 1982 genutzt wurde, und 1998 durch ein Feuer massiv beschädigt wurde. Der Bau der Seitenlinie wurde aufgrund hoher Kosten letztlich zurückgestellt, um zuerst die Verlängerung der BART-Strecke über Fremont hinaus in Richtung San Jose zu bezahlen. 2020 wurde das Projekt aufgrund der Corona-Pandemie vollständig auf Eis gelegt.

## Tarifstruktur
Die Strecke ist in sechs Tarifzonen unterteilt. Man bezahlt für die Anzahl der genutzten Zonen, es werden auch Tageskarten, Acht-Fahrten-Karten und Monatskarten angeboten.
Stand 2014 zahlte man von einer Zone $3,25 bis sechs Zonen $13,25 für einen Einzelfahrschein, der vier Stunden gültig ist. Neben Einzelfahrscheinen gibt es nur noch Tagestickets in Papierform, alle anderen Fahrscheinarten werden über die elektronische Clipper-Card verrechnet. Über diese werden auch automatisch vergünstigte Anschlussfahrscheine verrechnet, insbesondere der zuführenden Buslinien, sodass Berufspendler diese praktisch ausschließlich benutzen.
Die Baby-Bullets kosten keinen Express-Zuschlag und sind einfach ein Teil der Zonen-Struktur – in jeder Zone haben sie mindestens einen Halt. Obwohl formal nur eine Erweiterung der Limited-Service-Linien, die häufiger von Berufspendlern verwendet werden, hat der Baby-Bullet eine hohe Symbolkraft für das gesamte Nahverkehrssystem entwickelt – besserverdienende Angestellte pendeln aus ihren etwas weiter entfernt liegenden Häusern mit diesem „kleinen Hochgeschwindigkeitszug“ in die Wirtschaftszentren der Region.
Bedingt durch die Tarifierung, der Baby-Bullets und durch die konsequente Heranführung anderer Nahverkehrsmittel, haben sich die Fahrgastzahlen generell erhöht. Die tatsächlichen Werte hängen stark von den Wirtschaftskennzahlen ab, insbesondere im Silicon Valley, sodass Dotcom-Bubble und Finanzkrise mit etwas Verzögerung zu deutlichen Einbrüchen führten – in manchen Jahren liegen die Zahlen bei durchschnittlich 25.000 Passagieren pro Tag, erreichte 2015 aber durchschnittlich schon 58.000 Passagieren pro Tag.

## Fahrzeuge
Caltrain verfügt derzeit über einen vielfältigen Fuhrpark. Neben Lokomotiven von EMD, darunter die Typen F40, und des Typs MP36PH-3C von Motive Power fahren BiLevel-Doppelstockwagen von Bombardier Transportation und Gallery-Doppelstockwagen von Nippon Sharyo. Zusätzlich werden seit 2024 doppelstöckige Elektrotriebzüge des Typs KISS von Stadler eingesetzt, die die F40-Lokomotiven und die Nippon-Sharyo-Gallery-Wagen abgelöst haben. Die nicht-modernisierten F40-Dieselloks wurden zusammen mit den Gallery-Wagen Ende 2024 nach Lima in Peru verkauft.
Seit 2011 haben alle Züge mindestens zwei Fahrradabteile – sie sind an einem gelben Schild von außen zu erkennen. An jedem Stellbügel können vier Fahrräder mittels eines Gummiseils gesichert werden. Zusammengeklappte Falträder gelten als Gepäck und können ohne Beschränkung überall mitgeführt werden.
| Hersteller      | Modell     | Loknummer                                     | Einsatz      | Hinweis | Bild                                               |
| --------------- | ---------- | --------------------------------------------- | ------------ | --- | -------------------------------------------------- |
| EMD             | F40PH-2    | 902, 903, 907, 910, 914                       | 1985–2024    | Bestellung von Caltrans; 1999 von Alstom modernisiert. |                                                    |
| EMD             | F40PH-2CAT | 900, 901, 904–906, 908, 909, 911–913, 915–919 | 1985–2024    | Ursprünglich von Caltrans als F40PH-2s bestellt; die letzten 918/919 wurden 1987 geliefert; 1999 von Alstom modernisiert. Nach Lima verkauft.                                 | Drei EMD F40PH-2CATs an der Station San Francisco. |
| MPI             | F40PH-2C   | 920–922                                       | 1998–aktuell | Ehemals als Operation Lifesaver Zug mit Bildungsmaterial im Einsatz. Mittlerweile ausschließlich im „South County Connector“ zwischen San Jose Diridon und Gilroy eingesetzt. |                                                    |
| MPI             | MP36PH-3C  | 923–928                                       | 2003–aktuell | Ausschließlich als „South County Connector“ im Dienst. |                                                    |
| EMD             | MP15DC     | 503, 504                                      | 2003–aktuell | Arbeitszüge. | EMD MP15DC #503.                                   |
| Stadler Rail US | KISS       | 301–346                                       | 2024–        | Elektrische Triebzüge, im Zuge von CalMod neu angeschafft und seit August 2024 in Betrieb. Gefertigt in Salt Lake City, Utah.                                                 |                                                    |
| EMD             | AEM-7      | 929, 938                                      | 2023–24      | Ex-Amtrak-Loks, Testfahrzeuge für die Oberleitung. Zukunft ungewiss. |                                                    |

### Depot und Ausbesserungswerk
Das Ausbesserungswerk befindet sich nördlich der Station San Jose Diridon. (37° 20′ 22″ N, 121° 54′ 35″ W). Das gegenwärtige Instandhaltungswerk wurde zwischen 2004 und 2007 errichtet und hat am 29. September 2007 offiziell den Betrieb aufgenommen. Es trägt das Kürzel CEMOF, was für Centralized Equipment Maintenance and Operations Facility steht.
Stumpfgleise zum Wenden, Abstellen und Einsetzen von Zügen gibt es an den Endpunkten – in San Francisco 22 & King (zehn Gleise im Kopfbahnhof plus vier Stumpfgleise), in Gilroy (ein Stumpfgleis) und am Haltepunkt Tamien (vier Stumpfgleise) in San Jose, wo werktags viele Züge beginnen oder enden.

## Nummernschema

Nummeranzeige an den verschiedenen Caltrain-Loks und -Waggons

Die traditionellen Lokomotiven / Steuerwagen vor den jeweiligen Linienzügen trugen an der Front nur eine Nummer. Die älteren Baureihen zeigten dabei eine zweistellige Zugnummer – diese zählen von eins bei Tagesanfang hoch. Die ungeraden Nummern führen nordwärts in Richtung San Francisco, die geraden Nummern südwärts. Jeder Zug hatte so eine eindeutige Nummer, unter der im Fahrplan die Zeiten und Stationen gefunden werden konnten.
Im Fahrplan ist die Zugnummer durch eine vorangestellte dritte Nummer ergänzt, die den Linientyp anzeigt. Die Expresslinien wurden häufig mit den modernen Loks bedient, die diese dreistellige Nummer auch direkt anzeigen. Der Linientyp verwies bis 2024 auf folgendes Schema der Haltestellen.
- 1 = werktags, Local Train, hält an allen Stationen
- 2 = werktags, Limit-Service Trains, fährt an einigen Stationen durch
- 3 = werktags, Baby Bullet, hält nur an 5 Stationen entlang der Strecke
- 4 = wochenends, Local Train, hält an allen Stationen
- 8 = wochenends, Baby Bullet, hält nur an wenigen Stationen.

Hinweis: Die Loknummern sind ebenfalls dreistellig, beginnen aber durchgehend mit einer 9 (Arbeitszüge mit einer 5). Diese Fahrzeugnummern im Format 9xx sollten nicht mit dem Nummernschema der Linien verwechselt werden. Gerade bei den älteren Loks sind die Loknummern größer als die Zugnummer, die für den Passagier interessant ist.
Beispiel: Der gezeigte 366 war ein Baby Bullet, der um halb Fünf abends in San Francisco startete und nach einer Stunde in San Jose Diridon / Tamien endete. Der 274 war der Zug, der als Local Train startete und als letzter Zug des Tages bis Gilroy durchfuhr – er startete um halb Sechs in San Francisco und erreichte Gilroy kurz vor Acht abends. Der 198 war dann der letzte Zug des Tages um Mitternacht, der in San Jose Diridon endete. Morgens um halb Fünf ging es mit dem 101 ebendort wieder nordwärts in Richtung San Francisco los (Stand Fahrplan 2015).
Mit der Aufnahme des elektrischen Betriebs 2024 wurde das Nummernschema geändert. Die neuen Loknummern beginnen mit einer 3, sodass diese nicht mehr für Liniennummern verwendet werden.
- 1 = werktags, Local Train, hält an allen Stationen
- 4 = werktags, Limit-Service Trains, fährt an einigen Stationen durch
- 5 = werktags, Express-Service
- 6 = wochenends, Local Train, hält an allen Stationen
- 8 = South County Connector, die mit Dieselloks die Verlängerung zwischen San Jose und Gilroy betreiben

### Abfahrtsanzeigen
Zugzielanzeiger auf den Bahnhöfen wurden in Form der „Visual Message Signs“ von 1996 bis 2010 an 22 von 34 Stationen installiert. Zusätzlich wurde das elektronische Fahrgastinformationssystem online verfügbar gemacht – unter „caltrain.com – Stops“ (bis 2015 „caltrain.com – Stations“). Je Richtung werden die nächsten drei Züge gezeigt, zu jedem Zug jeweils mit Zugnummer, Linientyp und Countdown bis zur Abfahrt des Zuges. Bei Einführung des elektrischen Betriebs im September 2024, konnte die Echtzeitortung, aufgrund von Sotwareproblemen, für zwei Monate nicht angeboten werden.
Die „Visual Message Signs“ können mangels Verfügbarkeit von Ersatzteilen und Softwareupdates mittlerweile nicht mehr richtig gewartet werden und gelten als veraltet. Im August 2023 wurde daher die Empfehlung ausgesprochen, einen Auftrag zur Modernisierung des Systems zu beauftragen. Die Arbeiten zur Umstellung auf das neue System begannen im Frühjahr 2024 und sollen wahrscheinlich bis Mai 2025 abgeschlossen sein.[veraltet]